# Grodzisko (Pisz)
Pour les articles homonymes, voir Grodzisko.
Grodzisko est un village polonais de la gmina de Biała Piska, dans le powiat de Pisz, voïvodie de Varmie-Mazurie, au nord-est du pays.
Il est situé à environ 16 km au sud-est de Pisz et à 102 km à l'est de la capitale régionale Olsztyn.